# جرين كارجو
جرين كارجو أيه. بي. هي شركة لوجستية سويدية تنقل أنواعًا مختلفة من البضائع بالقطار.  تم إنشاؤها في 1 يناير 2001 من قسم اللوجستيات في السكك الحديدية السويدية الحكومية (SJ) وأصبحت شركة محدودة مملوكة للحكومة السويدية .  تقوم شركة جرين كارجو بتشغيل قاطرات من فئة SJ Rc ؛ 42 تم تجديدها وترقيتها إلى فئة "Rd" بواسطة بومباردير للنقل.  اشترت شركة جرين كارجو 16 قاطرة من طراز بومباردير تراكس ، تحمل اسم ري باي جرين كارجو.